# Seyches
Seyches is een gemeente in het Franse departement Lot-et-Garonne (regio Nouvelle-Aquitaine). De plaats maakt deel uit van het arrondissement Marmande. Seyches telde op 1 januari 2022 1.057 inwoners.

## Geografie
De oppervlakte van Seyches bedroeg op 1 januari 2022 24,69 vierkante kilometer; de bevolkingsdichtheid was toen 42,8 inwoners per km².

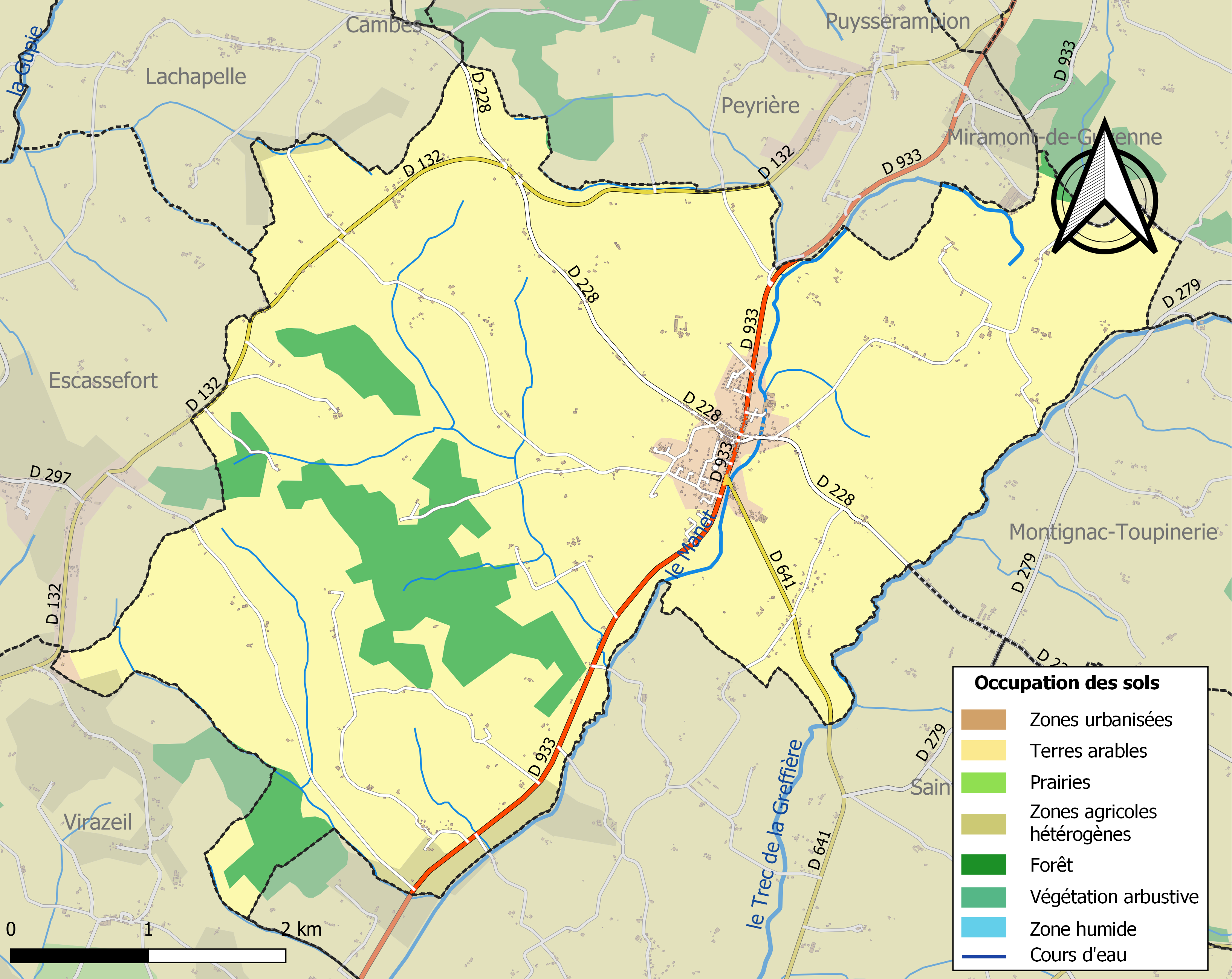
Kaart van de gemeente met de belangrijkste infrastructuur, bodemgebruik en omliggende gemeenten

## Demografie
Onderstaande figuur toont het verloop van het inwonertal (bron: INSEE-tellingen).